# Volksabstimmungen in der Schweiz 1981
Dieser Artikel bietet eine Übersicht der Volksabstimmungen in der Schweiz im Jahr 1981.
In der Schweiz fanden auf Bundesebene vier Volksabstimmungen statt, im Rahmen dreier Urnengänge am 5. April, 14. Juni und 29. November. Dabei handelte es sich um eine Volksinitiative, zwei Gegenentwürfe zu zurückgezogenen Volksinitiativen und ein obligatorisches Referendum.

## Abstimmung am 5. April 1981

### Ergebnis
| Nr. | Vorlage                                              | Art | Stimm- berechtigte | Abgegebene Stimmen | Beteiligung | Gültige Stimmen | Ja      | Nein      | Ja-Anteil | Nein-Anteil | Stände | Ergebnis |
| --- | ---------------------------------------------------- | --- | ------------------ | ------------------ | ----------- | --------------- | ------- | --------- | --------- | ----------- | ------ | -------- |
| 305 | «Mitenand-Initiative für eine neue Ausländerpolitik» | VI  | 3'947'890          | 1'574'500          | 39,88 %     | 1'556'684       | 252'531 | 1'304'153 | 16,22 %   | 83,78 %     | 0:23   | nein     |

### Neue Ausländerpolitik
1977 reichte die Katholische Arbeiter- und Angestelltenbewegung als Reaktion auf die Überfremdungsinitiativen der Rechtsaussenparteien eine eigene Volksinitiative ein, mit der eine menschliche Ausländerpolitik ermöglicht werden sollte. Konkret forderte sie insbesondere eine umfassende Verbesserung des Rechtsschutzes von Ausländern, die Abschaffung des Saisonnierstatuts innerhalb von fünf Jahren und die Verpflichtung für Bund, Kantone und Gemeinden, Ausländer bei sie betreffenden Fragen in die Vernehmlassung miteinzubeziehen. Ausserdem sollte die Eingliederung von Ausländern in die Gesellschaft gefördert werden. Im Oktober 1979 präsentierte der Bundesrat die laufende Revision des Ausländergesetzes als indirekten Gegenvorschlag, welche die Forderungen nach Rechtsschutz und Eingliederung erfüllen würde. Das Parlament behandelte Initiative und Ausländergesetz gleichzeitig. Da das verabschiedete Gesetz weiterhin das Saisonnierstatut vorsah, hielten die Initianten an ihrem Begehren fest. Wie die linken Parteien und der LdU betrachteten sie das im Saisonnierstatut festgeschriebene Verbot des Familiennachzugs sowie des Wohnort- und Arbeitgeberwechsels als Verletzung der Menschenrechte. Die bürgerlichen Parteien und die Wirtschaftsverbände betonten die wirtschaftliche und staatspolitische Bedeutung der Beibehaltung des Saisonnierstatuts, wobei einige CVP-Kantonalparteien ausscherten. Bei einer unterdurchschnittlichen Beteiligung lehnten über vier Fünftel der Abstimmenden und alle Kantone die Initiative ab, weitaus deutlicher als erwartet.

## Abstimmungen am 14. Juni 1981

### Ergebnisse
| Nr. | Vorlage | Art | Stimm- berechtigte | Abgegebene Stimmen | Beteiligung | Gültige Stimmen | Ja      | Nein    | Ja-Anteil | Nein-Anteil | Stände | Ergebnis |
| --- | --- | --- | ------------------ | ------------------ | ----------- | --------------- | ------- | ------- | --------- | ----------- | ------ | -------- |
| 306 | Bundesbeschluss vom 10. Oktober 1980 über die Volksinitiative «Gleiche Rechte für Mann und Frau» (Gegenentwurf)           | GE  | 3'958'454          | 1'343'601          | 33,93 %     | 1'323'587       | 797'702 | 525'885 | 60,27 %   | 39,73 %     | 15½:7½ | ja       |
| 307 | Bundesbeschluss vom 10. Oktober 1980 über die Volksinitiative «zur Absicherung der Rechte der Konsumenten» (Gegenentwurf) | GE  | 3'958'454          | 1'341'560          | 33,88 %     | 1'309'006       | 858'008 | 450'998 | 65,55 %   | 34,45 %     | 20:3   | ja       |

### Gleichstellung von Mann und Frau
Auch nach der Einführung des Frauenstimmrechts im Jahr 1971 blieb die Gleichstellung der Geschlechter weiterhin ein vieldiskutiertes und kontroverses Thema. 1975 beschloss der vierte Schweizerische Kongress für die Interessen der Frau die Lancierung der Volksinitiative «Gleiche Rechte für Mann und Frau», um der Gleichstellung politisch zum Durchbruch zu verhelfen. In der Bundesverfassung festgeschrieben werden sollte das Prinzip der Rechtsgleichheit der Geschlechter; ausserdem sollte die Gleichstellung insbesondere in den Bereichen Familie, Beruf, Bildung und Erziehung vorangetrieben werden. Der Bundesrat beurteilte das Ansinnen zwar als «sinnvoll und gerechtfertigt», hielt aber die geforderte Übergangsfrist von fünf Jahren für viel zu kurz und unrealistisch angesichts der erforderlichen Gesetzgebungsaufgaben. Im November 1979 präsentierte er einen Gegenentwurf, der die zentralen Forderungen der Initiative übernahm, jedoch auf die Übergangsfrist verzichtete. Das Parlament verabschiedete diesen im Oktober 1980 unverändert, worauf das Initiativkomitee noch im selben Jahr sein Begehren zurückzog. Vor der Abstimmung gab es ausser von kleinen Rechtsaussenparteien kaum Widerstand gegen die Vorlage. In Erscheinung trat ein «Komitee gegen Gleichmacherei», das den Verfassungsartikel für unnötig hielt, da die Gleichstellung auch einfach über die Gesetzgebung geregelt werden könne. Die Befürworter argumentierten mit der in zahlreichen Bereichen noch immer fehlenden Rechtsgleichheit, die keine Selbstverständlichkeit sei. Sie hoben insbesondere den Grundsatz «gleicher Lohn für gleiche Arbeit» hervor. Bei einer weit unterdurchschnittlichen Beteiligung nahmen drei Fünftel der Abstimmenden die Vorlage an, Nein-Mehrheiten gab es in einigen konservativen Kantonen der Ost- und Zentralschweiz sowie im Wallis.

### Konsumentenschutz-Artikel
Als Reaktion auf die im Jahr 1973 vom Europarat verabschiedete Konvention zum Schutz der Konsumenten gab der Bundesrat die Ausarbeitung eines neuen Verfassungsartikels in Auftrag. Da der erste Entwurf auf heftige Kritik stiess, wurde er vom Bundesrat an eine neue Kommission zur Überarbeitung überwiesen. Konsumentenorganisationen protestierten heftig gegen das gemächliche Vorgehen, worauf die Tageszeitung Die Tat eine Volksinitiative lancierte, deren Wortlaut weitgehend mit dem ersten Entwurf übereinstimmte. Gleichzeitig wurde im Nationalrat eine gleichlautende parlamentarische Initiative eingereicht. Der unter Druck geratene Bundesrat schickte sowohl die Initiativen als auch den mittlerweile fertiggestellten zweiten Kommissionsentwurf in die Vernehmlassung. Da keine der Varianten wirklich überzeugte, erarbeitete die zuständige Nationalratskommission einen dritten Entwurf, der auf breite Zustimmung stiess. Daraufhin zogen die Initianten ihr Begehren zugunsten des Gegenentwurfs zurück. Dieser enthielt eine Generalklausel, mit der die Exekutive beauftragt werden sollte, Massnahmen zum Schutz der Konsumenten zu treffen. Ausserdem sollten den Konsumentenorganisationen im Bereich der Bundesgesetzgebung über den unlauteren Wettbewerb die gleichen Rechte zugestanden werden wie den Berufs- und Wirtschaftsverbänden. Gegen den Verfassungsartikel waren die LPS, die Republikaner und die FDP. Zusammen mit dem «Aktionskomitee gegen Konsumentenbevormundung» argumentierten sie, der Artikel schränke das freie Wirtschaftsleben ein und werde deshalb zu höheren Kosten und Preiserhöhungen führen. Die Befürworter, zu denen die meisten anderen Parteien gehörten, wandten ein, der Artikel fördere die Hilfe zur Selbsthilfe und lasse die Wirtschaftsfreiheit unangetastet. Knapp zwei Drittel der Abstimmenden und die überwiegende Mehrheit der Kantone nahmen die Vorlage an.

## Abstimmung am 29. November 1981

### Ergebnis
| Nr. | Vorlage | Art | Stimm- berechtigte | Abgegebene Stimmen | Beteiligung | Gültige Stimmen | Ja      | Nein    | Ja-Anteil | Nein-Anteil | Stände | Ergebnis |
| --- | --- | --- | ------------------ | ------------------ | ----------- | --------------- | ------- | ------- | --------- | ----------- | ------ | -------- |
| 308 | Bundesbeschluss vom 19. Juni 1981 über die Weiterführung der Finanzordnung und die Verbesserung des Bundeshaushaltes | OR  | 3'977'086          | 1'207'049          | 30,35 %     | 1'186'835       | 818'327 | 368'508 | 68,95 %   | 31,05 %     | 23:0   | ja       |

### Weiterführung der Finanzordnung
Die geltende Finanzordnung des Bundes mit der Warenumsatzsteuer (WUSt) und der Wehrsteuer (heutige direkte Bundessteuer) als Haupteinnahmequellen war bis Ende 1982 befristet. Im Dezember 1980 beantragte der Bundesrat deren Weiterführung, schlug aber zwei Änderungen vor. Erstens sollte die Kompetenz zur Erhebung dieser Steuern dauerhaft in der Verfassung verankert werden. Zweitens waren bei der Wehrsteuer Anpassungen an die aktuellen Erfordernisse vorgesehen (Ausgleich der kalten Prozession, Erhöhung der Sozialabzüge, Rabatt für natürliche Personen). Zur Kompensation der Ausfälle und insbesondere zur Sanierung des defizitären Bundeshaushalts waren höhere WUSt-Steuersätze vorgesehen. Die Vorschläge waren im Parlament weitgehend unbestritten, uneinig war man sich jedoch bei Detailfragen. Schliesslich kam ein Kompromiss zustande, der dem Bund Mehreinnahmen in der Höhe von rund 300 Millionen Franken einbringen würde (anstatt der ursprünglich geplanten 600 Millionen). Es handelte sich um einen Konsens, mit dem keine Seite wirklich zufrieden war; dennoch verlief die Abstimmungskampagne ziemlich flau. Nur die Linksaussen- und Rechtsaussenparteien sowie der LdU sprachen sich dagegen aus. Sie störten sich vor allem daran, dass nicht die gesamte kalte Progression ausgeglichen werden sollte. In zahlreichen Veranstaltungen setzte sich Finanzminister Willi Ritschard für den Kompromiss ein und warnte eindringlich vor einer andauernden Staatsverschuldung sowie einer enormen Zinsbelastung. Bei einer sehr tiefen Beteiligung sprachen sich mehr als zwei Drittel der Abstimmenden und alle Kantone für die Vorlage aus.